# Корисні копалини Китаю
Китай — країна багата на різноманітні корисні копалини. На території Китаю є великі запаси алюмінію, стибію міді, олова, титану, вольфраму, цинку. Але мало запасів кадмію, кобальту, платини, алмазів (табл. 1).

## Загальна характеристика
Таблиця 1. — Основні корисні копалини Китаю станом на 1998—1999 рр.
| Корисні копалини                           | Запаси       | Запаси       | Вміст корисного компоненту в рудах, % | Частка у світі, % |
| Корисні копалини                           | Підтверджені | Загальні     | Вміст корисного компоненту в рудах, % | Частка у світі, % |
| Метали платинової групи, т                 | 200          |              | 0,7 г/т                               |                   |
| Алмази, млн кар. -природних -ювелірних     |              | 5 0,2        |                                       | 0,4               |
| Боксити, млн т                             | бл. 450—750  | 1420         | 61 (Al2O3)                            | 2,7               |
| Барит, тис. т                              | 35000        | 150000       | 90 (BaSO4)                            | 10,3              |
| Берилій, тис. т                            | 41           | 99           | 0,2 (ВеО)                             | 18                |
| Вольфрам, тис. т                           | 920          | 1300         | 0,4 (WO3)                             | 35                |
| Залізні руди, млрд т                       | 16 (на 2009) | 16 (на 2009) | 33 (Fe)                               | 5,2               |
| Золото, т                                  | 1000         | 2500         | 1,3- 3,8 г/т                          | 2                 |
| Калійні солі, млн т (в перерахунку на К2О) | 320          | 396          | 1,5 (К2О)                             | 4,2               |
| Кобальт, тис. т                            | 120          | 320          | 0,04 (Со)                             | 2,2               |
| Марганцеві руди, млн т                     | 150          | 340          | 23 (Mn)                               | 4,2               |
| Мідь, тис. т                               | 38000        | 56200        | 0,87 (Cu)                             | 5,7               |
| Молібден, тис. т                           | 500          | 1220         | 0,017 — 0,108                         | 5,6               |
| Нафта, млн т                               | 4662         |              |                                       | 3,4               |
| Нікель, тис. т                             | 3700         | 7350         | 1,5 (Ni)                              | 7,4               |
| Пентоксид ніобію, тис. т                   | 10,3         | 20           | 0,1                                   | 0,11              |
| Олово, тис. т                              | 1600         | 1800         | 0,5 — 0,8                             |                   |
| Плавиковий шпат, млн т                     | 23           | 94           | 70 (CaF2)                             | 12,2              |
| Природний горючий газ, млрд м³             | 1200         |              |                                       | 0,8               |
| Ртуть, тис. т                              |              | 17,5         | 0,2                                   | 13,1              |
| Свинець, тис. т                            | 6500         | 16880        | 6 (Pb)                                | 5,2               |
| Срібло, т                                  | 6000         | 10000        | 300 г/т                               | 1,1               |
| Стибій, тис. т                             | 2230         | 3150         | 6 (Sb)                                | 51,3              |
| Пентоксид танталу, т                       | 7600         | 19900        | 0,02 (Ta2O5)                          |                   |
| Вугілля, млн т                             | 114500       | 986300       |                                       | 12,6              |
| Апатити, млн т                             | 7            | 10           | 17,5 (Р2О5)                           | 0,14              |
| Фосфорити, млн т                           | 57,5         | 57,5         | 27,4 (Р2О5)                           | 1,13              |
| Хромові руди, млн т                        | 3,7          |              | 32 (Cr2O3)                            | 0,08              |
| Цинк, тис. т                               | 13950        | 46900        | 8 (Zn)                                | 5                 |
| Уран, тис. т                               |              | 64           | 0,14                                  |                   |

## Окремі види корисних копалин

### Нафта і природний газ
Станом на 2000 рік у Китаї відкрито понад 350 нафтових і газонафтових родовищ. Понад 70 % доведених запасів знаходиться на півночі і північному сході країни. Морські родовища приурочені до затоки Бохай (Жовте море), гирла річки Чжуцзян і Тайваньської протоки. Нафтоносні відклади належать до континентальних (лагунних) фацій. Понад 40 % доведених запасів нафти як шельфів, так і прибережних територій, пов'язано з кайнозойськими відкладами, близько 40 % — з крейдовими відкладами.
Початкові сумарні ресурси нафти у 1990-х рр. оцінювалися в 10-15 млрд т, з яких близько 4 млрд т розвідані і понад 1,3 млрд т видобуті. До кінця 1990-х років розвідані запаси зросли на 0,66 млрд т. Ресурси нафти шельфу Китаю оцінюються в 4 млрд т. Розвідані запаси газу близько 1 трлн м³.
Понад 75 % розвіданих запасів нафти зосереджено в Східному Китаю, в басейнах Сунляо і Північно-Китайському, 25 % припадає на Центральний і Західний Китай (басейни Переднаньшанський, Цайдамський і Джунгарський). На території Китаю виділяють понад 50 осадових басейнів, виконаних верхньопротерозойсько-палеозойськими морськими і мезозойсько-кайнозойськими переважно континентальними озерно-флювіальними відкладами. Станом на кінець XX ст. у 20 басейнах встановлена промислова нафтогазоносність і відкрито понад 160 родовищ нафти та 60 родовищ газу. Основні нафтогазовмісні комплекси — мезозойський та кайнозойський. На глибині до 1 км знаходиться 23 %, 1-3 км — 58 % і 3-5 км — 19 % початкових сумарних ресурсів нафти та газу. Найбільше родовище нафти в Китаї — Дацінь, з запасами в нижньокрейдових відкладах бл. 1,5 млрд т.
На початок 1997, загальні запаси нафти в КНР становили 9,4 млрд т. Великі запаси нафти розвідані в Північно-Західному Китаї — в провінції Ганьсу, Сіньцзян-Уйгурському автономному районі, в Цайдамській западині (Тибетське нагір'я); в Північно-Східному Китаї — в долинах рік Сунгарі і Ляохе. На початку 1980-х років Китай зробив інтенсивну розвідку шельфу. Виявлені перспективні родовища нафти в Бохайській і Ляодунській затоках, Східно-Китайському і Південно-Китайському морях.
У 1999 році компанією Phillips China відкрите нафтове родовище Пенлай 19-3 в затоці Бохай, під приблизно 80-метровою товщею води. Вірогідні геологічні запаси родовищ — до 500–560 млн т. Пенлай — друге за величиною в країні після знаменитого родовища Дацінь. Після 2005 року видобуток тут досягне 6-7,5 (10) млн т/рік.
У 2002 року в центральній частині акваторії Південно-Китайського моря геологи виявили 41 нафтогазоносну структуру.
За різними оцінками на 2000 р. початкові потенційні ресурси газу Китаю становлять від 24,0-26,5 трлн м³ до 38 тлрн м³. Першим цифрам відповідає 17-18 трлн м³ газу, що може бути вилучений. Близько 40 % ресурсів укладено на глибині понад 4500 м. Найперспективніші — західні НГБ (Таримський, Джунгарський й інші), хороші перспективи мають шельфові басейни епіконтинентальних морів Тихого океану. Зі східних материкових басейнів Китаю найбільші перспективи мають Північно-Китайський, Ордосський і Сичуанський НГБ. Крім того, ресурси метану вугільних родовищ, за оцінкою компанії China United Coalbed Metan Co. Ltd., становлять 30-35 трлн м³ (10-35 % світових ресурсів метану у вугленосних товщах вугільних басейнів).
Ресурси газу в Китаї розвідані недостатньо. Доведені запаси природного газу Китаю на 2001 оцінюються в 1370 млрд м³ (0,95 % світових). Відкрито понад 70 газових родовищ. Найбільша кількість родовищ газу відкрита в Центральному Китаї (басейн Сичуань — понад 60 родовищ з запасами 1 трлн м³).
У 2003 р. Китайська шельфова нафтогазова компанія China National Offshore Oil Corp. (CNOOC) відкрила нове велике родовище природного газу в провінції Гуандун, на шельфі Південно-Китайського моря. За попередніми оцінками, ресурси родовища — близько 42 млрд м³ газу. Відкриття нового родовища збільшує сукупні нафтогазові ресурси компанії на 10 %.

### Вугілля
За підтвердженими запасами вугілля всіх типів Китай займає 2-е місце у світі після США. Ресурси Китаю по вугіллю — 4,5-5 трлн т, це 14-15 % світових (2000). Загальні запаси вугілля всіх типів на початок 2000 р. становили 986093 млн т (24,58 % світових), в тому числі кам'яного вугілля — 857901 млн т (29,8 %), а видобувні запаси 114476 млн т (11,3 %). Близько 97 % запасів припадає на кам'яне вугілля всіх стадій метаморфізму (басейн Великої Китайської рівнини, басейн річок Янцзи, Ганьцзян, Датун, Хеган-Шуаньяшань, Урумчі, Турфан-Хамі та ін.). Близько 95 % вугілля зосереджено в провінціях Шаньсі, Хейлунцзян, Гуйчжоу, Хенань, Аньхой, Юньнань, Шаньдун, Хебей і в автономних районах Сіньцзян-Уйгурському і Внутрішній Монголії. У межах великих вугільних басейнів є як родовища з пологими вугільними пластами, так і родовища складнішої будови, вугілля яких сильно метаморфізоване (провінція Шаньдун). Якість китайського вугілля поступається якості американського, хоч в Китаї є родовища з високосортним вугіллям, частково придатним для коксування (наприклад, Фушунське). Характеристики кам'яного вугілля: нижча теплота згорання 27-30 МДж/кг; зольність 3,6-43 %; вихід летких речовин від 3 % (родовище Даціньшань) до 43 % (Сягуань).
У більшості басейнів і родовищ Китаю вугілля пермське або юрське. Лише в басейнах Шаоян і Лочен-Хешаньському на півдні країни і в Хешань-Ішпашуйському в центрі вугілля кам'яновугільного періоду, а в басейні Сягуань на південному-заході — тріасове. Вугілля юри поширене в басейнах Північного і Південного Китаю (Хеган-Шуаньяшань, Цзісі, Тунхуа, Фусінь, Турфан-Хамі, Урумчі, Юань, Лішань, Шіматоу), а також у центральній частині країни (Сичуань, центральна частина Ордосського басейну). Вугільні басейни кайнозою локалізуються вздовж Тихоокеанського узбережжя і на північному-сході країни. Найбільшим є басейн Великої Китайської рівнини (басейн Великої Хуанхе або Великий Хуанхебас) — на південному-сході Китаю в межиріччі рр. Янцзи і Хуанхе, складений пермськими вугленосними відкладами. Центральна частина басейну вивчена слабко, а на периферії знаходяться 14 великих вугленосних райони, в тому числі Цзінсінь, Кайлуань, Цзібо, Хуайбей, Хуайнань, Піндішань, Финфин. Кількість вугільних пластів в вугленосних товщах цих р-нів від 5-7 (Финфин, Хуайбей) до 20 (Кайлуань), іноді до 47 (Піндішань). Запаси вугілля кожного району 2-3 млрд т. На північному-сході розташовані кам'яновугільні басейни Хеган-Шуаньяшань і Цзісі. Вугленосні шари переважно юрські. До 10 вугільних пластів робочої потужності, сумарна їх потужність до 75 м.
Одним із найбільших у країні є Ордосський вугільний басейн, складений головним чином пермі і юри. Запаси високоякісного коксівного вугілля тут перевищують 10 млрд т. У басейні Сичуань, який складений юрськими вугленосними товщами, виділяють три райони — Ченьду, Чунцінський і Міньцзянський з сумарними запасами вугілля понад 10 млрд т. Кількість робочих вугільних пластів — до 5 при потужності їх 2-4 м. Великими також є Хеган-Шуаньяшаньський басейн (на північному-сході Китаю), басейни Сичуань та Тансин (на півдні). На межі XX-XXI ст. відкрито велике родовище вугілля в провінціях Хунань і Янань. Запаси складають понад 8 млрд т вугілля з низьким вмістом сірки при 4 млрд т підтверджених запасів. Планується почати розробку родовищ до 2005 року.
Родовища бурого вугілля (бл. 3 % запасів) приурочені головним чином до відкладів кайнозою. Буровугільне родовище Чжалайнор на півночі країни розташоване в товщі юрських порід. Кількість робочих вугільних пластів — від 2 до 11 при потужності їх 1,5-20 м, нижча теплота згоряння — 8,5-10,5 МДж/кг, зольність — 5-10 %, вихід летких речовин — 25-60 %.

### Залізо
За запасами залізних руд Китай займає 3-є на Євразійському континенті місце (після Росії і України, 1999). Численні (близько 2000) родовища залізняку розташовані у східній і південно-східній частинах країни. Основний рудний мінерал — магнетит, іноді з домішкою гематиту. Вміст заліза в залізистих кварцитах в середньому 31-34 %, в багатих рудах — до 50-60 %. Частка залізистих кварцитів становить 25 %, скарнових та гідротермальних руд 23 %, осадових руд (типу червоних оолітових залізняків) — 39 %, магматичних руд — 2 % та інших типів — 11 %. Найбільші запаси залізистих кварцитів виявлені в Аньшань-Беньсійському, Луаньсяньському, Утайському та Годянь-Іюаньському залізорудних районах, на родовищах Сюефиньшань, Тятуньбо і Сіньюй-Пінсян у провінції Хунань. Рудна товща потужністю 100–300 м включає 4-6 пластів залізистих кварцитів, які містять 28-34 % Fe. У лінзах багатих руд — до 49-56 % Fe. Основний рудний мінерал — магнетит. На багаті руди припадає 13-18 % запасів великих родовищ. Гідротермальні та контактово-метасоматичні родовища відомі у багатьох районах Китаю. Велике значення має магнетит-рідкісноземельне родовище Баян-Обо (автономний район Внутрішня Монголія). Чотири лінзоподібних рудних тіла (потужність 200–250 м, протяжність до 1,3 км) складені магнетитом, гематитом, в зоні окиснення мартитом, рідкісноземельними мінералами і флюоритом. У багатих рудах вміст Fe понад 45 %, у середніх 30-45 % (60 % запасів), у бідних 20-30 %. Вміст рідкісноземельних елементів близько 8 %. Родовище гідротермального типу — Шилу (о. Хайнань) і група родовищ Мааньшань (провінція Аньхой). До контактово-метасоматичних родовищ віднесена група Дає (провінція Хубей), Тешаньчжан (провінція Гуандун) і інші. У групі Дає (запаси близько 1 млрд т) найтиповіше родовище Тешань утворене декількома лінзоподібними протяжними тілами (потужність 10-120 м), вміст Fe 54-57 %, Cu 0,5-0,6 % Со 0,03 %. Осадові родовища залізних руд поширені на всій території Китаю і приурочені до різних частин стратиграфічного розрізу: від верхнього протерозою до палеогену. Вміст Fe в таких рудах 40-60 %. Вони представлені головним чином оолітовими гематитами, рідше сидеритом і лімонітом. Верхньопротерозойські родовища (сюанлунський підтип) поширені в Північному Китаї і утворені 2-3-а горизонтами оолітових руд потужністю декілька м (родовища Луньянь). Верхньодевонські родовища (нінсянський підтип) типові для Центрального і Південно-Західного Китаю і складені декількома пластами оолітових руд потужністю 1-2 м (родовище Цзяньші). Середньокарбонові родовища (шаньсійський підтип) у провінціях Шаньсі і Шаньдун представлені численними покладами неправильної форми. Руди складені гематитом і лімонітом (вміст Fe 40-50 %). Нижньоюрські родовища (ціцзянський підтип) відомі в провінціях Сичуань та Гуйчжоу і представлені пластовими покладами, складеними гематитом і сидеритом (вміст Fe 30-50 %). Магматичні ванадійвмісні ільменіт-магнетитові родовища (Паньчжіхуа, Дамяо, Хеершань і інші) представлені лінзами вкраплених руд в габроїдних породах.
У 2009 р. у провінції Хебей виявлене залізорудне родовище із підтвердженими запасами в 1 млрд тонн сировини. Це найбільше родовище з виявлених за останні 30 років (1980–2010). Поклади розташовані на глибині 100-00 м. Товщина рудного пласта довжиною 6 км становить 41-108 метрів. Загальні запаси родовища за оцінками сягають 1,5 млрд т.

### Марганець
Китай має 3-і (після Казахстану і Грузії) підтверджені запаси марганцю в Азії. Родовища марганцевих руд (головним чином дрібні) розташовані в різних провінціях країни. Практично всі родовища приурочені до осадових відкладів верхнього протерозою, девону, карбону і пермі або до сучасних кір вивітрювання. Основні родовища. верхньопротерозойського періоду: Вафанцзи, Ліньюань, Цзіньсянь та інші (провінція Ляонін), Сянтань (провінція Хунань) і Фанчен (Гуансі-Чжуанський автономний район). В останньому відомі девонські родовища Мугуй, Лайбінь і інші. Родовища представлені пластами карбонатних руд потужністю близько 2 м (вміст Mn 15-20 %) і пластами валунних руд в зоні вивітрювання родовищ потужністю до 4 м, складеними піролюзитом, псиломеланом і браунітом (вміст Mn 27-35 %). До зони окиснення приурочені багаті оксидні руди із вмістом Mn 25-40 % (Сянтань, Цзуньї та інші).
Найзначнішу промислову роль відіграють родовища Гуансі-Чжуанського автономного району (37 % підтверджених запасів), провінцій Хунань (17 %), Гуйчжоу (15 %), а також Ляонін, Сичуань і Юньнань. Вік марганцевоносних комплексів — від верхньопротерозоських до тріасового і четвертинного. Більшість запасів (70 %) представлена низькосортними і важкозбагачуваними карбонатними рудами. Вміст марганцю в первинних оксидних рудах становить 22 %, на ділянках повторного збагачення — до 43-47 %. Вміст кремнезему 8-12 %. Збагачення проводиться за простими технологічними схемами, розробка відкрита.

### Титан
Запаси руд титану пов'язані з великими магматичними родовищами Паньчжіхуа, Тайхечані, Хеершань (провінція Сичуань), Дамяо (провінція Хебей) та ільменіт-рутиловими розсипами (провінція Гуандун). Титано-магнетитові родовища представлені невеликими лінзами масивних і вкраплених ванадійвмісних ільменіт-магнетитових руд в масивах основних і ультраосновних порід. У багатих масивних рудах вміст Fe 42-45 %, TiO2 10-11 %, V2О5 0,3-0,4 %, а в бідних вкраплених Fe 20-30 %, TiO2 6-7 %, V2О5 0,2 %. В ільменітових і рутилових розсипах (Баотін, Сінлун, Кенлун і інші) потужність промислових пісків 4-5 м, вміст ільменіту 40-50 кг/м³.

### Хром
Запаси хромових руд пов'язані з масивами ультраосновних порід дуніт-гарцбургітового складу, розташованих в межах протяжних складчастих поясів каледонід, варисцид і альпід Північного і Західного Китаю, які утворюють переривисті смуги протяжністю до 1500 км. До дунітових ділянок цих масивів приурочені невеликі тіла масивних, або густо вкраплених руд (вміст Cr2O3 28-47 %). Основні родовища: Солуньшань, Хегеаола, Хада (автономний район Внутрішня Монголія). У хромітовому районі (хребет Ціляньшань) серед дунітів розвідані невеликі родовища Сіца (провінція Ганьсу), Саньча, Шалюхе (провінція Цінхай). Вміст Cr2O3 33-48 %, іноді до 58 %. Промислові родовища хромових руд Дунцяо, Дзедан виявлені у Тибеті. На північному-заході країни, у Сіньцзян-Уйгурському автономному районі, відкрито родовище Салтохай з вмістом в рудах Cr2O3 35 %.

### Алюмінієві руди
Значні запаси алюмінієвої сировини Китаю представлені бокситами, алунітами і глиноземистими сланцями. Виявлені ресурси бокситів в Китаї становлять 2,29 млрд т, (3 % світових, 2001), підтверджені запаси 470 млн т (3 % світових, 2001). Забезпеченість глиноземного виробництва Китаю підтвердженими запасами бокситів становить приблизно 50 років. Із бокситових родовищ (палеозойського і мезозойського періоду) найбільше значення мають родовища кам'яновугільної доби (Цзибо, Гунсянь, Бошань, Сювень — провінції Шаньдун і група Куньмін), приурочені до околиць вугленосних басейнів. Поклади залягають в основі вугленосних товщ. Велика частина бокситів високої якості: вміст Al2O3 50-60 %.
Переважна частина з трьохсот китайських родовищ бокситів (90 % загальних запасів) зосереджена в південній і східній частинах Китаю: в провінціях Шаньсі, Гуйчжоу, Хенань і Гуансі-Чжуанському автономному районі. Боксити в основному діаспорові з високим змістом Al2O3 і SiO2 і низьким вмістом оксидів заліза; середній кременевий модуль 5,6. Боксити містять ґалій, ванадій, селен, літій, рідкісноземельні елементи, ніобій, тантал, титан.
На межі XX-XXI ст. на південному-заході Гуансі-Чжуанського автономного району відкриті нові родовища бокситів, в основному діаспорових, із загальними запасами 684 млн т. Близько 76 % підтверджених запасів цих родовищ розташовані поблизу міст Дебао, Цзінси, Пінго, Тяньдун і Тяньян. Гібситові боксити виявлені неподалік від міст Гуйган, Хенсянь і Лайбінь. Близько 90 % виявлених запасів бокситів можуть розроблятися відкритим способом. У більшості родовищ кременевий модуль бокситів вище 10, що дозволяє отримувати з них глинозем способом Байєра.
Друге джерело отримання алюмінію — алуніт, найважливіші родовища якого Фаньшань (пров. Чжецзян), Луцзян (пров. Аньхой), Тайбей (о. Тайвань), Тайху в Південно-Східному Китаї та інші характеризуються великими запасами (вміст Al2O3 45-70 %, 26 %, Ка2О 6,6 %). Запаси глиноземистих сланців (вміст Al2O3 45-70 %, SiO2 19-35 %) дуже значні: родовища Яньтай, Ляоян, Беньсі, Фусянь (провінція Ляонін), багато родовищ у провінції Гуандун.

### Вольфрам
Китай диспонує багатими родовищами руд вольфраму, що дозволяє йому займати 1-е місце у світі за підтвердженими і загальними запасами цього металу. Найбільшими ресурсами вольфраму теж володіє Китай (понад 34 % світових ресурсів — 7,5 млн т). Близько 70 % запасів пов'язані з гідротермальними жильними родовищами, до 28 % — із контактово-метасоматичними (скарновими), 2-6 % — із ґрейзеновими і розсипними родовищами. Руди високотемпературних кварц-вольфрамітових жил (родовище Гуймейшань, провінція Цзянсі) містять 0,15-2,9 % WO3, іноді до 10 %, руди скарнових родовищ із шеєлітом, іноді з каситеритом і шеєлітом (Яогансянь, провінції Хунань; Ченчен (Янмейси), провінція Цзянсі) — 0,2-1,0 % WO3, а також молібден, свинець, цинк. Руди ґрейзенових родовищ із вольфрамітом або з каситеритом і вольфрамітом (Ляньхуашань, провінція Гуандун) містять WO3 0,3-0,7 %.
Характерною особливістю китайських родовищ є їх багатотипність і полікомпонентність руд в межах одного об'єкта, де просторово можуть бути суміщені руди всіх трьох геолого-промислових типів, що містять в промислових концентраціях, крім вольфраму, такі попутні компоненти, як олово, сурма, молібден, свинець, рідкісні метали і інші.
Загальні запаси WO3 на 2002 р. становлять 2,26 млн т. Однак з цієї кількості запасів всього 25 % припадає на частку високотехнологічних вольфрамітових руд; інші 75 % складають важкоперероблювані руди шеєліту. Тільки 51,3 % запасів вольфраміту (близько 290 тис. т WO3) укладене в рудах із вмістом WO3 понад 0,5 % (мінімальне значення для рентабельного відробляння). При сучасному рівні видобутку ці запаси будуть вичерпані протягом дев'яти років. На початок XXI ст. середній вміст WO3 у руді становить 0,32 % (на початку 50-х років — понад 1 %). Розробка низькосортних руд продовжує термін діяльності рудників на 4-5 років. Запаси шеєлітових руд становлять 1,7 млн т, з них всього 111 тис. т WO3 укладено в рудах із вмістом понад 0,5 %. Врахування руд з 0,4-0,5 % триоксиду вольфраму збільшує запаси WO3 на 133 тис. т.

### Золото
За підтвердженими запасами золота країна займає 5-е місце в Азії (після Росії, Індонезії, Узбекистану і Філіппін, 1999). Родовища золота в Китаї належать до різних генетичних типів. Власне золоторудні родовища численні, але невеликі за запасами. Основні запаси металу пов'язані з великими мідно-порфіровими родовищами, комплексні руди яких містять 0,1-0,5 г золота на 1 т. руди. Велике значення мають розсипні родовищ у провінціях Хейлунцзян, Сичуань, Ганьсу, Шеньсі, Хунань. Срібло присутнє в поліметалічних, іноді в мідно-порфірових рудах. Його вміст від дек. до 10-20 г/т.

### Срібло
Розвідані запаси срібла в КНР за даними агентства «Сіньхуа» оцінюються в 110 тис. т, і за цим показником країна займає провідне місце у світі.

### Мідь
Китай має найбільші підтверджені і загальні запаси міді на континенті (1999). У Китаї відомо близько 600 родовищ і рудопроявів міді. Руди колчеданного, мідно-порфірового, магматичного (мідно-нікелевого), гідротермального і скарнового типу. Підлегле значення мають мідянисті пісковики. Склад руд мідно-колчеданних родовищ (Баїнчан, провінція Ганьсу): Cu 0,4-2 %, S 40-48 %, Pb до 1 %, Zn до 2 %, Au 1 г/т, Ag 10-16 г/т. Для мідно-нікелевих родовищ характерні вмісти: Cu 0,5 %, Ni 1 % (родовище Лімахе, провінція Сичуань; Таок, провінція Шаньдун; Бошутайцзи, Цзіньчуань, провінція Ганьсу та інші). Серед гідротермальних жильних родовищ найбільше значення мають родовища групи Дунчуань та Імінь (провінція Юньнань). Руди родовищ цього типу вміщають 0,3-1,9 % міді. Серед скарнових родовищ найбільші Тунгуаньшань, Шоуванфинь, а також група мідно-залізорудних родовищ Дає. Вміст Cu 0,6-2,3 %, іноді присутній Со. Найбільші мідно-порфірові родовища — Десін (провінція Цзянсі), Чжунтяошань (провінція Шансі) та Ердаоча-Тунхуа (провінція Ляонін). Руди містять: Cu 0,6-1,0 %, Mo 0,01 %, Au до 1 г/т, Ag 10-12 г/т.
Серед найперспективніших мідних об'єктів: — гігантська зона в Тибеті, яка містить понад 80 аномалій і 10 родовищ; запаси міді на найбільшому родовищі 640 тис.т; — велике родовище міді у провінції Qinghai з запасами понад 1.5 млн т; — відкрите у 2002 р. в північно-західній частині країни нове велике родовище міді, розвідані запаси якого становлять 4,6 млн т.

### Платиноїди
За прогнозними ресурсами МПГ Китай займає 5-е місце у світі — до 1,5 тис.т (після ПАР — 15-25 тис.т., і США — 9-10 тис.т., Росії — 6-10 тис.т. і Зімбабве — 7-8 тис.т; у світі разом — 40-60 тис.т).

### Молібден
Китай займає 1-е місце за загальними і 2-е місце за підтвердженими запасами молібдену в Азії (після Вірменії, 1999). Китай володіє 8,7 % загальних і 5,6 % підтверджених світових запасів молібдену. Основні родовища скарнового і гідротермального типів. Найбільші родовища: молібден-мідно-порфірові Циндуїчен (провінція Шаньсі) і Десін (Цзянсі), вольфрам-молібденові скарнові Янцзячжанцзи і Хуанподі (Ляонін), молібден-порфірове — Луанчуань (Хенань), молібден-вольфрамове ґрейзенове — Сіхуашань (Цзянсі). Скарнове родовище Янцзячжанцзи (провінція Ляонін) — найбільше в Китаї. Його руди містять 0,14 % Мо, зустрічається Pb, Zn та Ag. Відомі також прожилково-вкраплені родовище (Чжунтяошань і інші). Серед жильних родовиш Шіженьгоу (провінція Гирін), Сіхуашань (провінція Цзянсі) та інші. Виділяють власне молібденові і молібдено-вольфрамові (вміст Мо 0,1-0,3 %, WO3 0,1-0,4 %).

### Нікель
Китай володіє 2-ми підтвердженими запасами нікелю в Азії (після Росії, 1999). Практично всі підтверджені запаси нікелю пов'язані з сульфідними родовищами, серед яких відоме одне з найбільших у світі — Цзіньчуань (провінція Ганьсу), загальні запаси якого на початок 1998 р. перевищують 4,9 млн т нікелю при його вмісті в рудах 1,06 %. Потужності рудних тіл на родовищі варіюють від декількох дециметрів до більш ніж 100 м, протяжність — від перших метрів до 1 км. Переважна їх частина складена рудами сидеронітової структури. Виділяються дуже багаті (до 7 % Ni), багаті (1-2 %) і бідні (0,5-0,6 %) руди. Загальні запаси найбагатшої ділянки № 2 оцінені в 4,01 млн т нікелю при вмісті його в руді 1,25 % (максимальний вміст 5,29 %). З урахуванням цього родовища підтверджені запаси нікелю Китаю, за даними Геологічної служби США, збільшилися у 5,1 рази — до 3,7 млн т.
Відомо ще декілька десятків родовищ нікелю. Найважливіші родовища належать до магматичного (лікваційного), гідротермального типів і до кір вивітрювання. Мідно-нікелеві родовища Лімахе (провінція Сичуань), Таок (провінція Шаньдун), Цзіньчуань, Бошутайцзи (провінція Ганьсу) і інші характеризуються співвідношенням Ni:Cu від 1:1 до 2:1. Крім нікелю і міді, зазвичай присутні кобальт і платиноїди. До гідротермальних належать родовища п'ятиелементної формації (Cu-Ni-Bi-Ag-U) Гуйцзихада (провінція Сичуань) і пластоподібні тіла прожилково-вкраплених мідно-нікелевих руд групи Іминь (провінція Юньнань), Ванбаобень (провінція Ляонін). Руди комплексні і містять (%): Ni 0,6-2,5; Cu 0,8-1,3, а також Мо, Bi, Pb, Ag, Cd. У залізо-нікелевих родовищах кір вивітрювання (Моцзян, провінція Юньнань і інші) вміст Ni близько 1 %, співвідношення Ni:Co=(8-16):1.

### Олово
За підтвердженими запасами олова Китай займає провідне місце, а за ресурсами олова 2-е місце серед країн світу (після Бразилії) — 12,2 % світових ресурсів (5,8 млн т). У Китаї близько 75 % підтверджених запасів знаходиться в корінних родовищах, серед яких переважають родовища каситериту сульфідного типу в карбонатних товщах: на їх частку припадає більше половини всіх запасів країни. Основне значення має провінція Юньнань, де на площі близько 100 км² відомі корінні і розсипні родовища (район Гецзю), що містять до 50 % запасів олова країни. Головний рудний мінерал — каситерит. Корінні руди скарнового і гідротермального типів містять 0,5-5 %, іноді 10 % олова, а також мідь, вольфрам, бісмут, свинець, цинк, берилій, срібло, флюорит. У розсипах, утворених переважно над оловоносними штокверками, вміст каситериту від 35 до 30 кг/м³. Друге місце за запасами олова займає рудний район Хечі-Наньдань (Гуансі-Чжуанський автономний район), численні родовища якого (Дачан, Манчан і інші) утворені серією кварц-вольфрамітових, кварц-флюорит-каситерит-шеєлітових жил і тектонічними мінералізованими зонами. Руди містять: SnO 0,2-3 %, Pb 1 %, WO3 0,1 %, Sb понад 1 %, Zn до 5 %, Ag до 800–1000 г/т; рідкісноземельні елементи. Третім за запасами олов'яним об'єктом у Китаї є родовище Дулун. Загальні запаси руди на родовищі становлять 47 млн т з середніми вмістом олова 0,56 %, цинку — 5,12 %; із них 26,4 млн т підтверджені (measured and indicated) запаси зі середніми вмістами олова — 0,69 %, цинку — 5,10 %, а 20,6 млн т оцінені (inferred) запаси з середнім вмістом олова — 0,43 %, цинку — 5,44 %.

### Рідкісноземельні
Китай має великі ресурси рідкісноземельних елементів церієвої групи, які укладені в родовищі Баян-Обо. Вміст TR2O3 у рудах 0,75-7,6 %, з них частка Ce2O3 50 %; La2O3 30 %; Nd2O3 15 %, інші 5 %. Основний рідкісноземельний мінерал — бастнезит. Родовища рідкісноземельних елементів відомі також у провінції Ляонін.

### Ртуть
За загальними запасами ртуті (13 % світових) Китай займає 3-є місце у світі (після Іспанії і Алжиру). В Азії за загальними запасами ртуті Китай займає 1-е, а за виявленими ресурсами 2-е (після Киргизстану) місце (1999). Родовища руд ртуті (запаси від сотень до 2-4 тис. т) утворюють у Китаї ртутний пояс завширшки 900 км і протяжністю близько 800 км у північно-західному напрямку від провінції Юньнань через провінцію Гуйчжоу, у провінціях Сичуань, Хубей, Хунань. Понад 50 % родовищ розташовані в провінції Гуйчжоу: Ваньшань, Тунцзяба, Датунла, Фомупін, Ламучан, Баймадун, Панчан, Янфунцзе, Путьо, Шуїньчан-Даньчжай, Цзяолі, Сювень та інші. Гідротермальні родовища утворені пластовими покладами вкраплених руд і мінералізованими зонами дроблення, ускладненими січними жилами і лінзами кіноварі. Вміст ртуті в рудах 0,1-0,4 %, іноді до 1 %.
Родовища Ваньшанської групи належать до телетермального генетичного класу, до карбонатного геолого-промислового типу, доломітового підтипу. У групу входить декілька сотень родовищ і рудопроявів; масштаб їх запасів з урахуванням видобутку протягом декількох тисячоліть вельми значний (12-20 млн т руди). За запасами ртуті Ваньшанська група порівняна з такими найбільшими ртутоносними об'єктами, як Ідрія в Словенії і група Монте-Аміата в Італії. Крім кіноварі, в рудах зустрічаються сульфіди стибію, арсену, свинцю, цинку і інші. Характерна особливість ртутних родовищ Ваньшанської групи — асоціація зруденіння з бітумами, які приурочені до зон доломітових брекчій, де їх зміст досягає 3-5 %.

### Поліметали
Свинцево-цинкові родовища відомі у всіх провінціях Китаю. Найбільш великі з них: Фанькоу (провінція Гуандун), Сітешань (провінція Цінхай), Хойцзе (провінція Юньнань), Шуйкоушань (провінція Хунань), Хошбулак та інші (Сіньцзян-Уйгурський автономний район), кожне із запасами понад 1 млн т. Крім них є близько 40 середніх (сотні тис. т) і сотні дрібних родовищ. Більшість промислових родовищ належать до скарнового, стратиформного і гідротермального типів. Руди скарнових родовищ містять Pb 10-30 %, Zn 10-24 %, Ag до 600 г/т, Au, As, Ge, Ga (родов. Шуйкоушань), руди гідротермальних родовищ — Pb 0,6-16 %, Zn 2,6-20 %, Au, Ag, іноді флюорит (родовищ Сітешань, Таолінь). Стратиформні родовища містять: Pb 1,6-8 %, Zn 0,9-10 %, іноді Ge, Co, Cu, Ag (родовища Хойцзе, Хошбулак).

### Стибій
За ресурсами стибію Китай займає 1-е місце у світі (42 %). Китай володіє 55 % загальних і 51 % підтверджених запасів стибію. При цьому з 2,23 млн т підтверджених запасів сурми в Китаї 0,9 млн т повністю готові до відробки без яких-небудь додаткових геологічних досліджень. Родовища розташовані у провінціях Хунань, Гуйчжоу, Гуандун і в Гуансі-Чжуанському автономному районі. Родовища утворені кварц-антимонітовими жилами і складнішими тілами. Найбільшим є родовище Сікуаншань (провінція Хунань), складене 135-метровою товщею окварцьованих вапняків з гніздами, жилами і вкраплениками антимоніту. Руди містять близько 6 %, на багатих ділянках до 20 % стибію; запаси його оцінюються в сотні тис. т.

### Тантал і ніобій
Китай має невеликі ресурси танталу і ніобію, які пов'язані з рідкіснометалічними пегматитами Монгольського Алтаю у Сіньцзян-Уйгурському автономному районі (родовище Кьоктокай та інші) і провінція Гуандун. Рудні мінерали візуально помітні, що дає можливість вести селективне збагачення з рудорозбіркою.

### Сірка
Родовища самородної сірки розташовані у провінціях Шаньсі, Цінхай, Гуйчжоу, Сичуань, у Сіньцзян-Уйгурському автономному районі. Найбільші родовища піриту Ланшань (автономний район Внутрішня Монголія), Саньчахе (провінція Гуйчжоу) і в провінції Сичуань.

### Флюорит
Китай займає 1-е місце у світі за загальними запасами флюориту (29,3 %) і 3-є місце (після Мексики та ПАР, 1999) за підтвердженими запасами. Значні запаси високосортного флюориту пов'язані з родовищами Ушішань, Луншань, Цзяншань та іншими у провінції Чжецзян, на частку яких припадає 80 % всіх запасів країни. Родовища флюориту відомі також в провінціях Хебей, Шаньсі, Ляонін, Гірін, Хейлунцзян, Шаньдун у Східному і Південному Китаї. Вміст CaF2 в рудах 60-96 %.
Китай виділяється серед країн, що мають запаси плавикового шпату не тільки кількістю, але і якістю руд. На родовищах провінцій Хубей, Чжецзян, Шаньдун і автономного району Внутрішня Монголія рудні тіла мають форму крутоспадних жил, потужністю 0,2-21 м, протяжністю від 20 м до 3,5 км, і містять 60-95 % (в середньому 70 %) флюориту, а також кварц і кальцит, при незначному вмісті або повній відсутності сульфідів. Руди легкозбагачувані. У районі Де-Ан (провінція Цзянсі) поширені стратиформні родовища з метасоматичними кварц-кальцит-флюоритовими рудами, що містять бл. 40 % флюориту.

### Фосфатні руди
За ресурсами P2O5 (13,4 % від світових) Китай займає 3-є місце у світі (після США і Марокко). Унікальним є фосфоритоносний басейн Китаю Янцзи.
Відомі осадові, метаморфогенні, магматичні родовища фосфатних руд. Основні запаси сировини приурочені до родовищ осадових фосфоритів нижньокембрійської і верхньорифейської доби фосфоритоносного басейну Янцзи на південному-заході країни. Більшість промислових родовищ (Куньян, Лейбо, Хайкоу, Шіфан та ін.) розташовані на заході басейну і приурочені до теригенно-карбонатних відкладів (потужність 50–370 м) Південно-Китайської платформи зі слабко тектонічно порушеними і пологими фосфоритоносними відкладами. Продуктивні горизонти складені 1–2 фосфоритовими пластами масивної або тонкошаруватої текстури. Потужність горизонтів 10–24 м, потужність пластів 3–7 м. Фосфорити зернисто-оолітові кременисто-карбонатні (вміст P2O5 22–32,2 %).

### Барит
За запасами і ресурсами бариту Китай займає 2-е місце у світі (після Казахстану). Ресурси Китаю, включаючи запаси 10 стратиформних нижньокембрійських баритових родовищ, перевищують 1 млрд т. Близько 60 % загальних запасів баритової сировини припадає на стратиформні осадові родовища. Крім осадових, виявлені вулканогенно-осадові (в основному жильні), гідротермальні (жильні) і плащеподібні елювіального походження. Найбільші осадові родовища розташовані на півдні країни у провінціях Гуйчжоу, Хунань і в Гуансі-Чжуанському автономному районі, де вони приурочені до нижньопалеозойської формації чорних кременистих сланців. Найбільше баритове родовище Китаю — Синьхуан осадового генезису розташоване поблизу кордону провінцій Хунань і Гуйчжоу і приурочене до осьової частини синкліналі північно-східного напряму. Довжина рудних тіл за простяганням варіює від декількох десятків метрів до понад 10 км, ширина — від 0.3 м до 7 м. Головний рудний мінерал — барит; другорядні — кварц, глинисті мінерали, пірит, кальцит. До числа найбільших в Китаї належать також баритові родовища Юньань (провінція Фуцзянь), Лайбінь (Гуансі), Танзішань (Хенань).

### Азбест
Китай має великі ресурси азбесту, родовища якого відомі з перших століть н. е. Родовища хризотил-азбесту Шімянь (провінція Сичуань), Даань (провінція Шеньсі), Куаньдянь, Фусянь (провінція Ляонін) та інші пов'язані з серпентинізованими ультраосновними породами, родовища амфібол-азбесту Юаньсянь, Індуншань, Цзюньсянь та інші (провінція Хубей), Наньян і Нейсян (провінція Хенань) — із контактовими зонами основних порід, що проривають сланцеві або карбонатні товщі.

### Інші корисні копалини
У Китаї є численні родовища борної сировини (Бага-Цайдам, Ертайцзи, Іліпін, Дуцзян, Цзигун та інші), магнезиту, тальку, цементної сировини, вогнетривких глин, нерудних будівельних матеріалів. Відомі невеликі родовища алмазів, п'єзокварцу. Відомо понад 2500 мінеральних, головним чином термальних джерел та їх груп, включаючи свердловини з гарячою водою і парогідротермами. У складчастих областях термальні води формуються у зв'язку з сучасними інтенсивними тектоно-магматичними процесами і належать, переважно, до категорії азотних лужних терм. Мінералізація води, як правило, не перевищує 1-2 г/л, склад її різноманітний. Декілька великих геотермальних районів розташоване в Південному Тибеті і в провінції Юньнань. У Тибеті (район Яньбін) на глибині до 600 м розкриті парогідротерми з температурами 180–230 °C. У платформних областях до осадових порід мезозою і кайнозою приурочені азотні, азотно-метанові і метанові води. Води з температурою до 30-50 °C розкриваються на глибині 700–1200 м, а на глибині 1500–2500 м до 100 °C.